# 德爾莫尼科普萊斯 (加利福尼亞州)
德爾莫尼科普萊斯（英語：Delmonico Place）是位於美國加利福尼亞州門多西諾縣的一個非建制地區。該地的面積和人口皆未知。

## 地理
德爾莫尼科普萊斯的座標為38°58′32″N 123°19′06″W / 38.97556°N 123.31833°W，而該地的平均海拔高度為714米（即2375英尺）。